# لعبة الهرم (مسلسل)
لعبة الهرم (بالكورية: 피라미드 게임) هو مسلسل تشويقي نفسي كوري جنوبي، من بطولة بونا، جانغ دا آه، ريو دا إن، شين سول -كي، كانغ نا إيون. مبني على الويبتون الذي يحمل نفس الاسم من تأليف دالجونياك، يحكي قصة مدرسة ثانوية للفتيات حيث يتم استخدام استطلاعات راي لتقييم الطلاب في الفصل، مما يؤدي ذلك للعنف المدرسي. إنها دراما أصلية من تيفينج ، وهو متاح بتزامن مع باراماونت+ في مناطق محددة.
تم اصدار 4 حلقات من 29 فبراير 2024 وتم اصدار حلقتين اسبوعياً بمجموع 10 حلقات.

## ملخص
يتم تقييم كل شخص من خلال تصويت طلابي بالمدرسة الثانوية للفتيات، وإذا حصلوا على درجة اف، فإنهم يصبحون ضحايا للعنف المدرسي.

## طاقم

### رئيسي
- بونا في دور سيونغ سو-جي

طالبة منتقلة لمدرسة بيكيون الثانوية للبنات. تتمتع بمهارات اجتماعية جيدة وشخصية مستقيمة. لكنها تتورط في لعبة الهرم وتصبح ضحية للعنف المدرسي، لكنها تقود تمردًا في وسطها.
- جانغ دا آه بدور بايك ها رين

أميرة الصف، إنها محبوبة دائمًا لسلوكها اللطيف والراقي.
- ريو دا ان في دور ميونغ جا اون

طالبة فريدة من نوعها في مدرسة، وهي دائمًا خجولة ولكنها حنونة تجاه الناس.
- شين سيول-كي في دور سيو دو-اه

رئيسة الفصل، والطالبة الأولى في مدرسة بيكيون.
- كانغ نا إيون بدور إيم يي ريم

متدربة آيدول في مدرسة بيكيون الثانوية للبنات.

### داعم
- جيونغ ها-دام[8]
- ها يول-ري في دور بانغ وو-يي[9]
- هوانغ هيون-جونغ في دور كيم دا-يون[10]
- لي جو يون في دور شيم اون-جونغ.[11]
- اوه سي-اون في دور سونغ جاي-هيونغ.[12]
- كيم سي هي في دور بيو جي آي.[13]
- تشوي يون سيو بدور غو سيول ها.[14]
- آهن سو يو في دور يون نا هي.[15]
- سون جي نا في دور ايم سون-اي.[16]
- سون جي يونغ في دور را هاي جون.[17]
- يون جا-يي في دور جو سيونغ-ي.[18]
- كيم يي نا في دور جيونغ يون دو[19]
- سونغ شي آن في دور أوه سيونغ آه.[20]
- تشو دونغ إن في دور جو سيونغ هوا.[21]

## الإنتاج

### ينتج
في مارس 2023، أكدت شبكة تيفينج عن تحويل ويب توون "لعبة الهرم" لمسلسل الذي كتبه ورسمه دالجونياك. من إخراج بارك سو يون، وكتابة تشوي سو آي، واشراف لي جاي غيو، وسيتم إنتاجه من قبل مونستر فيلم بجانب استديوهات CJ ENM.

### الاصدار
اكدت تيفينج تاريخ الإصدار الذي سيكون في 29 فبراير 2024، وسيتم اصدار حلقتين كل يوم الخميس. على باراماونت+ في المناطق مختارة.

## روابط خارجية
- الموقع الرسمي
 (بالكورية)
- لعبة الهرم على موقع IMDb (الإنجليزية)
- لعبة الهرم على موقع روتن توميتوز (الإنجليزية)
- لعبة الهرم على موقع قاعدة بيانات الفيلم (الإنجليزية)
- لعبة الهرم على هانسينما